# Юнг, Эмиль
Эмиль Юнг (фр. Émile Yung; 6 июня 1854, Женева — 2 февраля 1918) — швейцарский зоолог.

## Биография
Преподавал в школе и одновременно учился в Женевском университете у Карла Фохта, с 1876 года был его ассистентом. 
В 1879 году защитил диссертацию «О внутреннем строении и функциях центральной нервной системы у десятиногих ракообразных» (фр. De la structure intime et des fonctions du système nerveux central chez les Crustacés décapodes). С 1883 г. экстраординарный профессор Женевского университета, после смерти Фохта в 1895 г. занял кафедру зоологии и сравнительной анатомии. Работал также на биологической станции в Роскофе.
Профессиональным признанием пользовались учебные и справочные труды Юнга, в частности подготовленный вместе с Фохтом двухтомный «Курс практической сравнительной анатомии» (фр. Traité d’Anatomie comparée pratique; 1902) и «Синоптические таблицы классификации животных» (фр. Tableaux synoptiques de la classification des animaux; 1893). Важное значение имела серия экспериментов (и посвящённых им работ) о воздействии разных цветов на развитие организма животного.
Портрет Юнга написан Фердинандом Ходлером. Имя Юнга носит улица в Женеве.